# Нерви, Пьер Луиджи
Пье́р Луи́джи Не́рви (итал. Pier Luigi Nervi; 21 июня 1891[…], Сондрио, Ломбардия — 9 января 1979[…], Рим) — итальянский инженер и архитектор, прозванный «поэтом железобетона». Изобрёл и ввёл в строительную практику армоцементные конструкции. Профессор Римского университета (с 1946 года). Кавалер Золотой медали Американского института архитектуры (1964).

## Биография
Учился на инженерном факультете Болонского университета (1908—1913). По окончании учёбы два года работал проектировщиком в конструкторском бюро «Общество железобетонных конструкций». В годы Первой мировой войны с 1915 по 1919 год служил в военно-инженерных войсках. После окончания службы вернулся во флорентийское отделение «Общества железобетонных конструкций».
В 1928 году Нерви создал фирму железобетонных конструкций «Инженеры Нерви и Неббиози» в Риме, просуществовавшую до 1932 года. В период с 1928 по 1932 год при непосредственном участии Нерви создаётся ряд объектов в Риме, Неаполе, Бари, Лечче. Самым важным проектом этого периода жизни Нерви стал стадион Артемио Франки во Флоренции (1930—1932, аналитический функционализм). Строительство этого спортивного сооружения вместительностью 35 тысяч человек принесло Нерви широкую известность в архитектурных и инженерных кругах Европы.
В 1932 году Пьер Луиджи Нерви вместе с двоюродным братом основал в Риме новую фирму — «Общество инженеров Нерви и Бартоли». С 1935 года выполнял заказы военно-морского министерства, проектируя ангары для самолётов в разных районах Италии. К концу войны все они были разрушены, однако именно в этом русле окончательно определился главный творческий дар Нерви — умение перекрывать огромные пролёты сводами из сборных бетонных элементов (никогда ранее не применявшихся с таким размахом), придавая итоговой композиции безупречное монументальное изящество. Изобрёл для этого особо прочный армоцемент.
Предложил строить из бетона, укреплённого стальными сетками, морские суда и даже авианосцы (созданы опытные образцы). В последние годы работал в соавторстве с другими архитекторами, включая своих сыновей. Автор книги «Строить правильно» (1955, рус. перевод 1956).

## Крупные проекты
- 1948—1950 — Выставочный зал в Турине
- 1953—1957 — Штаб-квартира ЮНЕСКО
- 1956—1960 — Башня Пирелли в Милане
- 1959—1961 — Финансовый центр в Монреале
- 1961—1962 — Автобусный вокзал им. Джорджа Вашингтона в Нью-Йорке
- 1962—1969 — Небоскрёб на площади Австралии в Сиднее
- 1970 — Собор Девы Марии в Сан-Франциско
- 1971 — Ричмонд-Колизеум
- 1971 — Зрительный зал Павла VI в Ватикане
- 1980 — Гражданская библиотека Вероны

Собор в Сан-Франциско